# Tôi là Hoa hậu Hoàn vũ Việt Nam
Tôi là Hoa hậu Hoàn vũ Việt Nam (tiếng Anh: I'm Miss Cosmo Vietnam) là phiên bản chương trình truyền hình thực tế Việt Nam lần đầu tiên xuất bản của cuộc thi Hoa hậu Hoàn vũ Việt Nam nhằm thử thách thí sinh, rèn luyện các kĩ năng qua các thử thách khác nhau để tìm ra người xứng đáng với vương miện của Hoa hậu Hoàn vũ Việt Nam. Chương trình được sản xuất bắt đầu từ năm 2017.
Chương trình gồm 10 tập được phát sóng hàng tuần. Mỗi tập thử thách đều tính điểm - không ảnh hưởng liên quan đến kết quả chung kết. Tập 1, các thí sinh tham gia chương trình sẽ được Hội đồng chuyên môn chấm điểm, nhận xét tại vòng sơ khảo, sơ tuyển để chọn ra Top 60 hoặc 70 thí sinh thể hiện tốt nhất. Trong đó, có một tập truyền hình trực tiếp Bán kết. Các thí sinh tham dự cuộc thi Hoa hậu Hoàn vũ sẽ phải tham gia nhiều phần thi khác nhau TVC (quảng cáo), cách trình diễn, phong thái, phỏng vấn, khảo sát ngôn ngữ tiếng Anh,.. và hoạt động xã hội.

## Sản xuất
Chương trình được sản xuất bởi công ty UNICORP - Đơn vị tổ chức cuộc thi và giữ bản quyền quốc tế của Miss Universe, MobiTV - Đối tác sản xuất và phát sóng; Multimedia - Đơn vị phối hợp ghi hình.
Bắt tay cùng Hoa hậu Hoàn vũ Việt Nam và Mobi TV, Multimedia - Đơn vị đã tổ chức thành công Vietnam's Next Top Model, Project Runway Vietnam, The Face Vietnam, Vietnam International Fashion Week và Tổng đạo diễn - bà Trang Lê.

## Mùa 1: Tôi là Hoa hậu Hoàn vũ Việt Nam 2017
| Chú giải | Danh hiệu                                                      | Giải phụ |
| -------- | -------------------------------------------------------------- | --- |
| Chú giải | (Danh hiệu - Giải phụ đều được công bố trong chung kết)        | |
| Chú giải | Hoa hậu Á hậu 1 Á hậu 2                                        | Người đẹp biển Người đẹp áo dài Người đẹp ảnh Người đẹp thân thiện Người đẹp được yêu thích nhất Người đẹp tài năng Người đẹp thể thao |
| Chú giải | Thí sinh bỏ cuộc thi trước chung kết (lý do cá nhân, sức khỏe) | |
| Chú giải | Thí sinh chiến thắng thử thách cá nhân                         | |
| Chú giải | Chiến thắng thử thách nhóm                                     | |

| Tập            | Ngày phát sóng | Tên thử thách           | Thí sinh | Thí sinh | Thí sinh |
| -------------- | -------------- | ----------------------- | --- | --- | --- |
| 1              | 30/9           | Tôi ước mơ              | Xem chi tiết Top 70 thí sinh: Hoa hậu Hoàn vũ Việt Nam 2017 | Xem chi tiết Top 70 thí sinh: Hoa hậu Hoàn vũ Việt Nam 2017 | Xem chi tiết Top 70 thí sinh: Hoa hậu Hoàn vũ Việt Nam 2017 |
| 2              | 7/10           | Tôi tự tin              | Lê Thanh Tú | Lê Thanh Tú | Lê Thanh Tú |
| 3              | 14/10          | Tôi thanh lịch          | Chu Thị Minh Trang | Chu Thị Minh Trang | Chu Thị Minh Trang |
| 4              | 21/10          | Tôi phong cách          | Hoàng Thị Thùy - Mâu Thanh Thủy | Hoàng Thị Thùy - Mâu Thanh Thủy | Hoàng Thị Thùy - Mâu Thanh Thủy |
| 5              | 28/10          | Tôi vì cộng đồng        | Nguyễn Thị Ngọc Anh - Đỗ Nguyễn Như Huỳnh - Lê Thị Ánh Minh - Hoàng Như Ngọc - Nguyễn Thị Ngọc Nữ - Nguyễn Thị Thanh Trang - Lê Thanh Tú - Nguyễn Diễm Uyên - Đỗ Lan Vy | Nguyễn Thị Ngọc Anh - Đỗ Nguyễn Như Huỳnh - Lê Thị Ánh Minh - Hoàng Như Ngọc - Nguyễn Thị Ngọc Nữ - Nguyễn Thị Thanh Trang - Lê Thanh Tú - Nguyễn Diễm Uyên - Đỗ Lan Vy | Nguyễn Thị Ngọc Anh - Đỗ Nguyễn Như Huỳnh - Lê Thị Ánh Minh - Hoàng Như Ngọc - Nguyễn Thị Ngọc Nữ - Nguyễn Thị Thanh Trang - Lê Thanh Tú - Nguyễn Diễm Uyên - Đỗ Lan Vy |
| Ngày phát sóng | Ngày phát sóng | Ngày phát sóng          | Vòng bán kết | Vòng bán kết | Vòng bán kết |
| 4/11           | 4/11           | 4/11                    | Top 45 | Top 45 | Top 45 |
| 4/11           | 4/11           | 4/11                    | - Nguyễn Thị Anh - Nguyễn Thị Ngọc Anh - Mai Anh - Nguyễn Thanh Vân Anh - Trình Thị Mỹ Duyên - Lại Quỳnh Giang - Bùi Thanh Hằng - Bùi Quỳnh Hoa - Nguyễn Phương Hoa - Bùi Lý Thiên Hương - Lê Thị Thu Huyền - Đỗ Nguyễn Như Huỳnh - Hoàng Lan - Tiêu Ngọc Linh - Hoàng Như Ngọc | - Lê Thị Kiều Nhung - H'Hen Niê - Nguyễn Thị Ngọc Nữ - Lâm Quế Phi - Phan Thị Hồng Phúc - Chúng Huyền Thanh - Lê Thị Minh Thiết - Nguyễn Thị Thơm - Hoàng Hải Thu - Nguyễn Thị Hồng Thương - Nguyễn Thị Ngọc Thúy - Hoàng Thị Thùy - Mâu Thị Thanh Thủy - Huỳnh Thị Cẩm Tiên - Hồ Thủy Tiên | - Lê Thu Trang - Đoàn Thị Hồng Trang - Trần Thị Thùy Trang - Lê Thị Thu Trang - Chu Thị Minh Trang - Vũ Thị Tuyết Trang - Hồ Thị Trinh Trinh - Nguyễn Thị Mỹ Trinh - Trần Thị Ngọc Trúc - Lê Thanh Tú - Ngô Thị Cẩm Tú - Lê Thị Ngọc Út - Nguyễn Diễm Uyên - Trần Thị Kim Vàng - Đỗ Lan Vy |
| 7              | 11/11          | Tôi bản lĩnh            | Đỗ Lan Vy - Vũ Thị Tuyết Trang | Đỗ Lan Vy - Vũ Thị Tuyết Trang | Đỗ Lan Vy - Vũ Thị Tuyết Trang |
| 8              | 18/11          | Hành trình thiện nguyện | (không có) | (không có) | (không có) |
| 9              | 25/11          | Tôi khỏe đẹp quyến rũ   | Lê Thị Ngọc Út - Vũ Thị Tuyết Trang | Lê Thị Ngọc Út - Vũ Thị Tuyết Trang | Lê Thị Ngọc Út - Vũ Thị Tuyết Trang |
| 10             | 2/12           | Tôi tỏa sáng            | (không có) | (không có) | (không có) |
| Ngày phát sóng | Ngày phát sóng | Ngày phát sóng          | Chung kết | Chung kết | Chung kết |
| 6/1/2018       | 6/1/2018       | 6/1/2018                | Top 15 | Top 10 | Top 5 |
| 6/1/2018       | 6/1/2018       | 6/1/2018                | - Lê Thanh Tú - Lê Thị Mỹ Thiết - Nguyễn Thị Anh - Trần Thị Thùy Trang - Vũ Thị Tuyết Trang | - Hoàng Lan - Hoàng Như Ngọc - Lê Thu Trang - Nguyễn Thị Ngọc Nữ - Nguyễn Thị Ngọc Anh | - Bùi Thanh Hằng - Tiêu Ngọc Linh - Mâu Thị Thanh Thủy - H'Hen Niê - Hoàng Thị Thùy |

Ban giám khảo, cố vấn chuyên môn:
- Hoa hậu Hoàn vũ Việt Nam 2015 - Phạm Thị Hương,
- Á hậu 1 Hoa hậu Hoàn vũ Việt Nam 2008, siêu mẫu Võ Hoàng Yến,
- Á hậu 2 Hoa hậu Hoàn vũ Việt Nam 2015 Đặng Thị Lệ Hằng,
- Hoa hậu Hải Dương 2006 Trần Thị Hương Giang,
- Á hậu 1 Hoa hậu Việt Nam 2010 Vũ Thị Hoàng My,
- MC Phan Anh,
- Hoa hậu Việt Nam 2006 Mai Phương Thúy,
- Hoa hậu Hoàn vũ 2008 Dayana Mendoza,
- Á hậu 2 Hoa hậu Hoàn vũ Việt Nam 2008 Dương Trương Thiên Lý,
- Nhà thiết kế Thuận Việt,
- Nhiếp ảnh gia Samuel Hoàng,
- Bác sĩ - tiến sĩ nhân trắc học Lê Diệp Linh,
- Bà Võ Thị Xuân Trang (hiệu trưởng trường đào tạo cá nhân John Robert Powers) và các khách mời khác.

## Mùa 2: Tôi là Hoa hậu Hoàn vũ Việt Nam 2019
| Chú giải | Danh hiệu                                                      | Giải phụ |
| -------- | -------------------------------------------------------------- | --- |
| Chú giải | (Danh hiệu - Giải phụ đều được công bố trong chung kết)        | |
| Chú giải | Hoa hậu Á hậu 1 Á hậu 2                                        | Người đẹp biển Người đẹp áo dài Người đẹp bản lĩnh Người đẹp thân thiện Người đẹp được yêu thích nhất Người đẹp tài năng Người đẹp thể thao Người Đẹp Truyền Thông Người đẹp thời Trang |
| Chú giải | Thí sinh bỏ cuộc thi trước chung kết (lý do cá nhân, sức khỏe) | |
| Chú giải | Thí sinh chiến thắng thử thách                                 | |
| Chú giải | Thí sinh được cứu vào Top 45 chung cuộc                        | |

| Tập            | Ngày phát sóng | Tên thử thách                 | Thí sinh | Thí sinh | Thí sinh |
| -------------- | -------------- | ----------------------------- | --- | --- | --- |
| 1              | 04/10          | Tôi dũng cảm                  | Xem chi tiết Top 60 thí sinh: Hoa hậu Hoàn vũ Việt Nam 2019 | Xem chi tiết Top 60 thí sinh: Hoa hậu Hoàn vũ Việt Nam 2019 | Xem chi tiết Top 60 thí sinh: Hoa hậu Hoàn vũ Việt Nam 2019 |
| 2              | 11/10          | Tôi thần thái                 | Đào Thị Hà | Đào Thị Hà | Đào Thị Hà |
| 3              | 18/10          | Tôi phong cách                | Đào Thị Hà | Đào Thị Hà | Đào Thị Hà |
| 4              | 25/10          | Tôi thanh lịch - Tôi hội nhập | Vũ Quỳnh Trang | Vũ Quỳnh Trang | Vũ Quỳnh Trang |
| 5              | 01/11          | Tôi vì cộng đồng              | Nguyễn Diana | Nguyễn Diana | Nguyễn Diana |
| 6              | 08/11          | Đại sứ du lịch 4.0            | Phạm Hồng Thúy Vân | Phạm Hồng Thúy Vân | Phạm Hồng Thúy Vân |
| 7              | 15/11          | Tôi tỏa sáng                  | Phạm Hồng Thúy Vân H'Lida Niê Cao - Nguyễn Đặng Tường Linh - Trần Thị My - Hoàng Kim Ngân - Nguyễn Ngọc Thanh Ngân - Trần Tâm Thanh | Phạm Hồng Thúy Vân H'Lida Niê Cao - Nguyễn Đặng Tường Linh - Trần Thị My - Hoàng Kim Ngân - Nguyễn Ngọc Thanh Ngân - Trần Tâm Thanh | Phạm Hồng Thúy Vân H'Lida Niê Cao - Nguyễn Đặng Tường Linh - Trần Thị My - Hoàng Kim Ngân - Nguyễn Ngọc Thanh Ngân - Trần Tâm Thanh |
| 7              | 15/11          | Tôi tỏa sáng                  | Top 45 | | |
| 7              | 15/11          | Tôi tỏa sáng                  | - Nguyễn Lan Anh - Nguyễn Thị Anh - Nguyễn Thị Vân Anh - Vũ Thị Lan Anh - H'Lida Niê Cao - Vũ Thục Chinh - Nguyễn Thị Thu Cúc - Nguyễn Diana - Trần Thị Dung - Nguyễn Huỳnh Kim Duyên - Đào Thị Hà - Phạm Thị Thu Hà - Kiều Thị Thúy Hằng - Hoàng Thị Hương - Huỳnh Minh Thiên Hương | - H'Luăi Hwing - Đặng Thị Mỹ Khôi - Vũ Thị Hòa Liên - Nguyễn Đặng Tường Linh - Nguyễn Thị Hương Ly - Đặng Nhật Minh - Trần Thị My - Nguyễn Thị Quỳnh Nga - Hoàng Kim Ngân - Nguyễn Ngọc Thanh Ngân - Phạm Ngọc Bảo Ngân - Trương Quỳnh Ngọc - Nguyễn Ngô Hoàng Nhi - Lương Ý Như - Lê Hoàng Phương | - Đỗ Thị Minh Tâm - Trần Tâm Thanh - Lê Thị Phương Thảo - Phạm Thị Anh Thư - Chu Thị Minh Trang - Lê Thu Trang - Vũ Quỳnh Trang - Lê Thị Mỹ Trinh - Trần Thị Ngọc Trúc - Lâm Thị Bích Tuyền - Lê Ngọc Tuyền - Nguyễn Trần Khánh Vân - Phạm Hồng Thúy Vân - Trần Thị Kim Vàng - Hoàng Thị Hải Yến |
| 8              | 22/11          | Tôi khỏe đẹp - quyến rũ       | Phạm Hồng Thúy Vân | Phạm Hồng Thúy Vân | Phạm Hồng Thúy Vân |
| 9              | 29/11          | Tôi bản lĩnh                  | Nguyễn Diana | Nguyễn Diana | Nguyễn Diana |
| Ngày phát sóng | Ngày phát sóng | Ngày phát sóng                | Bán kết | Bán kết | Bán kết |
| 10             | 03/12          | 03/12                         | Bán kết | Bán kết | Bán kết |
| Ngày phát sóng | Ngày phát sóng | Ngày phát sóng                | Chung kết | Chung kết | Chung kết |
| 11             | 07/12          | 07/12                         | Top 15 | Top 10 | Top 5 |
| 11             | 07/12          | 07/12                         | - Nguyễn Đặng Tường Linh - Lâm Thị Bích Tuyền - Nguyễn Diana - Kiều Thị Thúy Hằng - Vũ Thị Hòa Liên | - Lê Hoàng Phương - Lê Thu Trang - Vũ Quỳnh Trang - Phạm Thị Anh Thư - Lương Ý Như | - Nguyễn Trần Khánh Vân - Nguyễn Huỳnh Kim Duyên - Phạm Hồng Thúy Vân - Đào Thị Hà - Nguyễn Thị Hương Ly |

Ban giám khảo, cố vấn chuyên môn:
- Hoa hậu Hoàn vũ Việt Nam 2017 - H'Hen Niê
- Á hậu 1 Hoa hậu Hoàn vũ Việt Nam 2017 Hoàng Thị Thùy,
- Á hậu 2 Hoa hậu Hoàn vũ Việt Nam 2017 - Siêu mẫu Mâu Thị Thanh Thủy,
- Bà Võ Thị Xuân Trang (hiệu trưởng trường đào tạo cá nhân John Robert Powers),
- Hoa hậu - MC Trần Thị Hương Giang,
- Á hậu 1 Hoa hậu Hoàn vũ Việt Nam 2008 - Siêu Mẫu Võ Hoàng Yến,
- Bác sĩ - tiến sĩ nhân trắc học Lê Diệp Linh,
- Siêu mẫu Thanh Hằng,
- NTK Nguyễn Công Trí,
- Doanh nhân - Siêu mẫu Vũ Thu Phương,
- Nhiếp ảnh gia Samuel Hoàng
- Và các khách mời khác như: Hoa hậu Siêu quốc gia châu Á - Siêu mẫu Minh Tú...

## Mùa 3: Tôi là Hoa hậu Hoàn vũ Việt Nam 2022
| Chú giải | Danh hiệu                                                       | Giải phụ |
| -------- | --------------------------------------------------------------- | --- |
| Chú giải | (Danh hiệu - Giải phụ đều được công bố trong chung kết)         | |
| Chú giải | Hoa hậu Á hậu 1 Á hậu 2                                         | Người đẹp biển Người đẹp áo dài Người đẹp bản lĩnh Người đẹp ảnh Người đẹp thân thiện Người đẹp được yêu thích nhất Người đẹp tài năng Người đẹp thể thao Người Đẹp Truyền Thông Người đẹp thời Trang |
| Chú giải | Thí sinh bỏ cuộc thi trước chung kết (lý do cá nhân, sức khỏe)  | |
| Chú giải | Thí sinh chiến thắng thử thách                                  | |
| Chú giải | Chiến thắng thử thách nhóm                                      | |
| Chú giải | Thí sinh nhận được "tấm vé vàng" đặc cách vào Top 71 chung cuộc | |
| Chú giải | Thí sinh nhận được "tấm vé bạc" được cứu trở lại cuộc thi       | |

### Tổng quan
| Huấn luyện viên  | Tập       | Tập       | Tập       | Tập       | Tập       | Tập       | Tập       | Tập       | Tập       | Tập       |
| Huấn luyện viên  | 1         | 2         | 3         | 4         | 5         | 6         | 7         | 8         | 9         | Chung kết |
| ---------------- | --------- | --------- | --------- | --------- | --------- | --------- | --------- | --------- | --------- | --------- |
| Kim Duyên        | Top 71    | Top 34    | Thắng     | Loại      | Loại      | Loại      | Thắng     | Loại      | Loại      | Thắng     |
| Mâu Thủy         | Top 71    | Top 34    | Loại      | Thắng     | Thắng     | Thắng     | Loại      | Loại      | Loại      | Top 5     |
| Mâu Thủy         | Top 71    | Top 34    | Loại      | Thắng     | Loại      | Thắng     | Loại      | Loại      | Loại      | Top 5     |
| Dẫn chương trình | Khánh Vân | Khánh Vân | Khánh Vân | Khánh Vân | Khánh Vân | Khánh Vân | Khánh Vân | Khánh Vân | Khánh Vân | Khánh Vân |

     Đội chiến thắng
     Đội có thí sinh vào Top 5
     Đội chiến thắng thử thách theo nhóm
     Đội có thí sinh bị loại

### Danh sách các tập chương trình truyền hình thực tế
| Tập | Ngày phát sóng                                                                          | Tên thử thách                                                                                       | Thí sinh | Thí sinh | Thí sinh |
| --- | --------------------------------------------------------------------------------------- | --------------------------------------------------------------------------------------------------- | --- | --- | --- |
| 1 | 16/4                                                                                    | Catch Your Chance                                                                                   | Xem chi tiết Top 71 thí sinh: Hoa hậu Hoàn vũ Việt Nam 2022 Nguyễn Võ Ngọc Anh - Nguyễn Thị Ngọc Châu - Nguyễn Thị Phương Thảo - Đặng Thu Huyền - Lê Thảo Nhi - Đỗ Nhật Hà - Nguyễn Hoàng Yến                                                                         | Xem chi tiết Top 71 thí sinh: Hoa hậu Hoàn vũ Việt Nam 2022 Nguyễn Võ Ngọc Anh - Nguyễn Thị Ngọc Châu - Nguyễn Thị Phương Thảo - Đặng Thu Huyền - Lê Thảo Nhi - Đỗ Nhật Hà - Nguyễn Hoàng Yến                                                                  | Xem chi tiết Top 71 thí sinh: Hoa hậu Hoàn vũ Việt Nam 2022 Nguyễn Võ Ngọc Anh - Nguyễn Thị Ngọc Châu - Nguyễn Thị Phương Thảo - Đặng Thu Huyền - Lê Thảo Nhi - Đỗ Nhật Hà - Nguyễn Hoàng Yến                                                                 |
| 2 | 23/4                                                                                    | Wear Your Sash                                                                                      | Huỳnh Phạm Thủy Tiên | Huỳnh Phạm Thủy Tiên | Huỳnh Phạm Thủy Tiên |
| 2 | 23/4                                                                                    | Wear Your Sash                                                                                      | Xem chi tiết Team Mâu Thủy và Team Kim Duyên: Hoa hậu Hoàn vũ Việt Nam 2022 | | |
| 3 | 30/4                                                                                    | Walk Your Way                                                                                       | Nguyễn Thị Phương Thảo | Nguyễn Thị Phương Thảo | Nguyễn Thị Phương Thảo |
| 4 | 7/5                                                                                     | Own Your Stage                                                                                      | Nguyễn Hoàng Yến - Nguyễn Thị Lệ Nam | Nguyễn Hoàng Yến - Nguyễn Thị Lệ Nam | Nguyễn Hoàng Yến - Nguyễn Thị Lệ Nam |
| 5 | 14/5                                                                                    | Share Your Hands                                                                                    | Team Mâu Thủy | Team Mâu Thủy | Team Mâu Thủy |
| 6 | 21/5                                                                                    | Raise Your Voice                                                                                    | Hồ Nguyễn Quỳnh Anh - Đàng Vương Huyền Trân - Lê Thị Trúc Đào - Nguyễn Thị Hồng Ngọc - Lê Phan Hạnh Nguyên - Đặng Thị Hồng Anh - Lý Tú Chi Nguyễn Anh Khuê - Lê Hoàng Phương                                                                                          | Hồ Nguyễn Quỳnh Anh - Đàng Vương Huyền Trân - Lê Thị Trúc Đào - Nguyễn Thị Hồng Ngọc - Lê Phan Hạnh Nguyên - Đặng Thị Hồng Anh - Lý Tú Chi Nguyễn Anh Khuê - Lê Hoàng Phương                                                                                   | Hồ Nguyễn Quỳnh Anh - Đàng Vương Huyền Trân - Lê Thị Trúc Đào - Nguyễn Thị Hồng Ngọc - Lê Phan Hạnh Nguyên - Đặng Thị Hồng Anh - Lý Tú Chi Nguyễn Anh Khuê - Lê Hoàng Phương                                                                                  |
| 7 | 28/5                                                                                    | Face Your Fear                                                                                      | Bùi Quỳnh Hoa | Bùi Quỳnh Hoa | Bùi Quỳnh Hoa |
| 8 | 4/6                                                                                     | Shine Your Light                                                                                    | Nguyễn Thị Hương Ly | Nguyễn Thị Hương Ly | Nguyễn Thị Hương Ly |
| 9 | 11/6                                                                                    | Be a Vinawoman                                                                                      | Bùi Lý Thiên Hương | Bùi Lý Thiên Hương | Bùi Lý Thiên Hương |
| 9 | 11/6                                                                                    | Be a Vinawoman                                                                                      | Top 41 | | |
| 9 | 11/6                                                                                    | Be a Vinawoman                                                                                      | - Nguyễn Thị Quỳnh Anh - Nguyễn Võ Ngọc Anh - Cao Thị Ngọc Bích - Nguyễn Thị Ngọc Châu - Bùi Thị Linh Chi - Lý Tú Chi - Đỗ Nhật Hà - Nguyễn Thị Thu Hiền - Bùi Quỳnh Hoa - Lê Thu Hòa - Bùi Lý Thiên Hương - Đặng Thu Huyền - Nguyễn Thị Thanh Khoa - Nguyễn Anh Khuê | - Phạm Diệu Linh - Nguyễn Thị Huơng Ly - Hoàng Như Mỹ - Nguyễn Thị Lệ Nam - Vũ Mỹ Ngân - Phan Ngọc Ngân - Ngô Bảo Ngọc - Nguyễn Thị Hồng Ngọc - Lê Phan Hạnh Nguyên - Lê Thảo Nhi - Đặng Hoàng Tâm Như - Đỗ Trịnh Quỳnh Như - Trần Tuyết Như - Hoàng Thị Nhung | - Lê Thị Kiều Nhung - Nguyễn Thị Oanh - Lê Hoàng Phương - Đinh Y Quyên - Trần Minh Quyên - Vũ Thúy Quỳnh - Nguyễn Thị Phương Thảo - Trần Đình Thạch Thảo - Bùi Thị Thanh Thủy - Huỳnh Phạm Thủy Tiên - Vũ Quỳnh Trang - Phạm Hoàng Thu Uyên - Lê Thị Tường Vy |
| 10 | 18/6                                                                                    | Tập đặc biệt                                                                                        | Tập đặc biệt | Tập đặc biệt | Tập đặc biệt |
| Ngày phát sóng | Ngày phát sóng                                                                          | Ngày phát sóng                                                                                      | Bán kết | Bán kết | Bán kết |
| 21/6 |                                                                                         | | Bán kết | Bán kết | Bán kết |
| Ngày phát sóng | Ngày phát sóng                                                                          | Ngày phát sóng                                                                                      | Chung kết | Chung kết | Chung kết |
| 25/6 |                                                                                         | | | | |
| Top 16 | Top 10                                                                                  | Top 5                                                                                               | | | |
| - Bùi Lý Thiên Hương - Nguyễn Thị Lệ Nam - Trần Tuyết Như - Hoàng Thị Nhung - Nguyễn Thị Oanh - Phạm Hoàng Thu Uyên | - Bùi Quỳnh Hoa - Đặng Thu Huyền - Nguyễn Thị Thanh Khoa - Ngô Bảo Ngọc - Vũ Thúy Quỳnh | - Nguyễn Thị Hương Ly - Lê Thảo Nhi - Lê Hoàng Phương - Huỳnh Phạm Thủy Tiên - Nguyễn Thị Ngọc Châu | | | |

Ghi chú:
1. ↑  Trong tập 1 Tôi ước mơ, ban giám khảo chọn ra 70 thí sinh trong hàng ngàn thí sinh tham dự cuộc thi.
2. ↑  Tại bán kết, ban giám khảo chọn ra 45 thí sinh trình diễn tốt nhất vào vòng chung kết.
3. ↑  Tại đêm chung kết, ban giám khảo công bố Top 15 để trình diễn áo tắm - Top 10 (trình diễn trang phục dạ hội) - Top 5 (vòng ứng xử) - Top 3 (vòng ứng xử chung) và công bố giải phụ, danh hiệu.
4. ↑  Bị loại ở tập 6 nhưng đã được đặc cách vào thẳng Top 41 trước đó vì là Hoa khôi Sinh viên Việt Nam 2020

### Ban Giám Khảo, Cố vấn chuyên môn
- Hoa hậu Hoàn vũ Việt Nam 2019 -  Nguyễn Trần Khánh Vân,
- Á hậu 1 Hoa hậu Hoàn vũ Việt Nam 2019 - Nguyễn Huỳnh Kim Duyên
- Á hậu 2 Hoa hậu Hoàn vũ Việt Nam 2017 - Mâu Thị Thanh Thủy
- Bà Võ Thị Xuân Trang (hiệu trưởng trường đạo tạo cá nhân John Robert Powers),
- Hoa hậu Hoàn vũ Việt Nam 2017 -  H'Hen Niê,
- Siêu mẫu - Á hậu 1 Hoa hậu Hoàn vũ Việt Nam 2008 - Võ Hoàng Yến,
- Hoa Hậu Hoàn Vũ 2005 Natalie Glebova,
- Siêu mẫu/ Doanh nhân Vũ Thu Phương,
- Siêu mẫu Vũ Nguyễn Hà Anh và các khách mời khác...

## Mùa 4: Tôi là Hoa hậu Hoàn vũ Việt Nam 2023
| Chú giải | Danh hiệu                                                      | Giải phụ |
| -------- | -------------------------------------------------------------- | --- |
| Chú giải | (Danh hiệu - Giải phụ đều được công bố trong chung kết)        | |
| Chú giải | Hoa hậu Á hậu                                                  | Người đẹp biển Người đẹp áo dài Người đẹp bản lĩnh Người đẹp ảnh Người đẹp thân thiện Người đẹp được yêu thích nhất Người đẹp tài năng Người đẹp thể thao Người Đẹp Truyền Thông Người đẹp thời Trang |
| Chú giải | Thí sinh bỏ cuộc thi trước chung kết (lý do cá nhân, sức khỏe) | |
| Chú giải | Thí sinh chiến thắng thử thách                                 | |
| Chú giải | Thí sinh được cứu trở lại cuộc thi                             | |
| Chú giải | Chiến thắng thử thách nhóm                                     | |

| Tập | Ngày phát sóng                                                                                 | Tên thử thách                                                                              | Thí sinh | Thí sinh | Thí sinh |
| --- | ---------------------------------------------------------------------------------------------- | ------------------------------------------------------------------------------------------ | --- | --- | --- |
| 1 | 27/10                                                                                          | Cosmo Pass                                                                                 | Xem chi tiết Top 59 thí sinh: Hoa hậu Hoàn vũ Việt Nam 2023 | Xem chi tiết Top 59 thí sinh: Hoa hậu Hoàn vũ Việt Nam 2023 | Xem chi tiết Top 59 thí sinh: Hoa hậu Hoàn vũ Việt Nam 2023 |
| 2 | 4/11                                                                                           | Cosmo Space                                                                                | Phan Lê Hoàng An | Phan Lê Hoàng An | Phan Lê Hoàng An |
| 3 | 11/11                                                                                          | Cosmo Look                                                                                 | Bùi Thị Xuân Hạnh | Bùi Thị Xuân Hạnh | Bùi Thị Xuân Hạnh |
| 4 | 17/11                                                                                          | Cosmo Project                                                                              | (không có) | (không có) | (không có) |
| 5 | 24/11                                                                                          | Cosmo Portrait                                                                             | Vũ Thúy Quỳnh | Vũ Thúy Quỳnh | Vũ Thúy Quỳnh |
| 6 | 1/12                                                                                           | Cosmo Pride                                                                                | Cao Thị Thiên Trang | Cao Thị Thiên Trang | Cao Thị Thiên Trang |
| 7 | 8/12                                                                                           | Cosmo Woman                                                                                | Đặng Trần Ngọc | Đặng Trần Ngọc | Đặng Trần Ngọc |
| 8 | 15/12                                                                                          | Cosmo Fashion Show                                                                         | Đặng Lâm Giang Anh - Huỳnh Nguyễn Thanh Trúc - Đặng Tú Nhàn - Triệu Thiên Trang - Lý Thị Linh | Đặng Lâm Giang Anh - Huỳnh Nguyễn Thanh Trúc - Đặng Tú Nhàn - Triệu Thiên Trang - Lý Thị Linh | Đặng Lâm Giang Anh - Huỳnh Nguyễn Thanh Trúc - Đặng Tú Nhàn - Triệu Thiên Trang - Lý Thị Linh |
| 9 | 22/12                                                                                          | Cosmo Queen                                                                                | Nhóm Cao Thiên Trang | Nhóm Cao Thiên Trang | Nhóm Cao Thiên Trang |
| 9 | 22/12                                                                                          | Cosmo Queen                                                                                | Top 40 | | |
| 9 | 22/12                                                                                          | Cosmo Queen                                                                                | - Phan Lê Hoàng An - Đậu Hải Minh Anh - Huỳnh Ngọc Lan Anh - Trương Thanh Diễm - Kiều Thị Thúy Hằng - Bùi Thị Xuân Hạnh - Trần Thị Thu Hiền - Phạm Thu Huyền - Trần Thu Huyền - Nguyễn Thị Ngọc Khánh - Nguyễn Thị Lan - Quách Thị Lệ - Lý Thị Linh - Phạm Thị Hằng Nga | - Đặng Trần Ngọc - Ngô Bảo Ngọc - Đặng Tú Nhàn - Lê Thị Tuyết Nhi - Hoàng Thị Nhung - Nguyễn Thị Diễm Quyên - Trần Minh Quyên - Vũ Thúy Quỳnh - Đỗ Thị Minh Tâm - Nguyễn Thanh Thanh - Thomas Iris Thanh - Trần Thị Thanh Thanh - Lê Ngọc Phương Thảo | - Lê Đàm Hồng Thọ - Nguyễn Thị Bích Thùy - Nguyễn Thị Thanh Thùy - Bùi Thị Thanh Thủy - Huỳnh Thị Cẩm Tiên - Trần Thị Thùy Trâm - Nguyễn Hoàng Bảo Trân - Cao Thị Thiên Trang - Triệu Thiên Trang - Nguyễn Thị Quỳnh Trang - Huỳnh Đào Diễm Trinh - Trần Nhật Vy - Đặng Thị Yến |
| Ngày phát sóng | Ngày phát sóng                                                                                 | Ngày phát sóng                                                                             | Bán kết | Bán kết | Bán kết |
| 26/12 |                                                                                                |                                                                                            | Bán kết | Bán kết | Bán kết |
| Ngày phát sóng | Ngày phát sóng                                                                                 | Ngày phát sóng                                                                             | Chung kết | Chung kết | Chung kết |
| 31/12 |                                                                                                |                                                                                            | | | |
| Top 16 | Top 10                                                                                         | Top 5                                                                                      | | | |
| - Đặng Trần Ngọc - Thomas Iris Thanh - Nguyễn Thị Bích Thùy - Bùi Thị Thanh Thủy - Nguyễn Thị Quỳnh Trang - Huỳnh Đào Diễm Trinh | - Phan Lê Hoàng An - Đậu Hải Minh Anh - Kiều Thị Thúy Hằng - Phạm Thu Huyền - Lê Thị Tuyết Nhi | - Bùi Thị Xuân Hạnh - Ngô Bảo Ngọc - Hoàng Thị Nhung - Vũ Thúy Quỳnh - Cao Thị Thiên Trang | | | |

#### Xếp lớp tại Trạm Tôi Luyện
| Thí sinh                | SBD | Tập 2 | Tập 3 | Tập 5 | Tập 6 | Tập 7 | Tập 8 | Tập 9   | Chung kết | Chung kết | Chung kết | Chung kết | Chung kết |
| ----------------------- | --- | ----- | ----- | ----- | ----- | ----- | ----- | ------- | --------- | --------- | --------- | --------- | --------- |
| Bùi Thị Xuân Hạnh       | 579 | C     | A     | A     | C     | A     | A     | Top 38  | Top 16    | Top 10    | Top 5     | Top 2     | Hoa hậu   |
| Hoàng Thị Nhung         | 676 | A     | A     | A     | C     | A     | A     | Top 38  | Top 16    | Top 10    | Top 5     | Top 2     | Á hậu     |
| Ngô Bảo Ngọc            | 678 | A     | A     | A     | A     | A     | A     | Top 38  | Top 16    | Top 10    | Top 5     | Loại      |           |
| Vũ Thúy Quỳnh           | 696 | C     | A     | A     | A     | B     | A     | Top 38  | Top 16    | Top 10    | Top 5     | Loại      |           |
| Cao Thị Thiên Trang     | 789 | A     | B     | A     | A     | B     | A     | Top 38  | Top 16    | Top 10    | Top 5     | Loại      |           |
| Phan Lê Hoàng An        | 382 | A     | B     | B     | B     | C     | B     | Top 38  | Top 16    | Top 10    | Loại      |           |           |
| Đậu Hải Minh Anh        | 686 | A     | B     | B     | A     | A     | A     | Top 38  | Top 16    | Top 10    | Loại      |           |           |
| Kiều Thị Thúy Hằng      | 575 | B     | A     | A     | C     | B     | A     | Top 38  | Top 16    | Top 10    | Loại      |           |           |
| Phạm Thu Huyền          | 182 | B     | B     | B     | A     | B     | B     | Top 38  | Top 16    | Top 10    | Loại      |           |           |
| Lê Thị Tuyết Nhi        | 692 | A     | B     | B     | B     | B     | B     | Top 38  | Top 16    | Top 10    | Loại      |           |           |
| Đặng Trần Ngọc          | 686 | A     | B     | B     | C     | A     | A     | Top 38  | Top 16    | Loại      |           |           |           |
| Thomas Iris Thanh       | 488 | B     | B     | B     | A     | A     | A     | Top 38  | Top 16    | Loại      |           |           |           |
| Nguyễn Thị Bích Thùy    | 800 | C     | B     | B     | B     | A     | A     | Top 38  | Top 16    | Loại      |           |           |           |
| Bùi Thị Thanh Thủy      | 288 | A     | A     | B     | A     | B     | B     | Top 38  | Top 16    | Loại      |           |           |           |
| Nguyễn Thị Quỳnh Trang  | 292 | A     | B     | B     | B     | B     | B     | Top 38  | Top 16    | Loại      |           |           |           |
| Huỳnh Đào Diễm Trinh    | 086 | B     | A     | A     | B     | B     | A     | Top 38  | Top 16    | Loại      |           |           |           |
| Huỳnh Ngọc Lan Anh      | 375 | A     | B     | B     | C     | B     | A     | Top 38  | Loại      |           |           |           |           |
| Trương Thanh Diễm       | 080 | B     | A     | B     | A     | B     | B     | Top 38  | Loại      |           |           |           |           |
| Trần Thị Thu Hiền       | 799 | C     | B     | B     | A     | B     | B     | Top 38  | Loại      |           |           |           |           |
| Trần Thu Huyền          | 188 | A     | B     | B     | A     | B     | B     | Top 38  | Loại      |           |           |           |           |
| Nguyễn Thị Ngọc Khánh   | 586 | B     | B     | C     | B     | C     | B     | Top 38  | Loại      |           |           |           |           |
| Nguyễn Thị Lan          | 097 | B     | B     | B     | B     | B     | B     | Top 38  | Loại      |           |           |           |           |
| Quách Thị Lệ            | 475 | B     | B     | C     | C     | C     | B     | Top 38  | Loại      |           |           |           |           |
| Phạm Thị Hằng Nga       | 797 | B     | B     | B     | B     | B     | B     | Top 38  | Loại      |           |           |           |           |
| Đặng Tú Nhàn            | 178 | C     | B     | B     | C     |       | Cứu   | Top 38  | Loại      |           |           |           |           |
| Nguyễn Thị Diễm Quyên   | 091 | B     | B     | B     | A     | A     | A     | Top 38  | Loại      |           |           |           |           |
| Trần Minh Quyên         | 181 | C     | B     | A     | B     | B     | A     | Top 38  | Loại      |           |           |           |           |
| Nguyễn Thanh Thanh      | 088 | B     | B     | A     | A     | A     | A     | Top 38  | Loại      |           |           |           |           |
| Trần Thị Thanh Thanh    | 578 | B     | B     | B     | C     | B     | B     | Top 38  | Loại      |           |           |           |           |
| Lê Ngọc Phương Thảo     | 100 | B     | B     | B     | C     | A     | A     | Top 38  | Loại      |           |           |           |           |
| Lê Đàm Hồng Thọ         | 777 | B     | C     | C     | C     | C     | B     | Top 38  | Loại      |           |           |           |           |
| Nguyễn Thị Thanh Thùy   | 195 | A     | B     | B     | C     | B     | B     | Top 38  | Loại      |           |           |           |           |
| Huỳnh Thị Cẩm Tiên      | 793 | A     | A     | A     | C     | A     | A     | Top 38  | Loại      |           |           |           |           |
| Trần Thị Thùy Trâm      | 289 | A     | B     | A     | C     | B     | A     | Top 38  | Loại      |           |           |           |           |
| Nguyễn Hoàng Bảo Trân   | 593 | B     | B     | B     | C     | B     | B     | Top 38  | Loại      |           |           |           |           |
| Triệu Thiên Trang       | 596 | A     | B     | B     | C     |       | Cứu   | Top 38  | Loại      |           |           |           |           |
| Trần Nhật Vy            | 185 | B     | C     | C     | B     | B     | B     | Top 38  | Loại      |           |           |           |           |
| Đặng Thị Yến            | 095 | B     | B     | B     | C     | B     | B     | Top 38  | Loại      |           |           |           |           |
| Đỗ Thị Minh Tâm         | 099 | B     | A     | A     | C     | B     | A     | Bỏ cuộc |           |           |           |           |           |
| Lý Thị Linh             | 488 | B     | B     | C     | C     | C     | Cứu   | Bỏ cuộc |           |           |           |           |           |
| Lương Thị Trúc Hà       | 700 | B     | C     | B     | B     | B     | B     | Loại    |           |           |           |           |           |
| Hồ Nguyễn Ngọc Như      | 092 | B     | C     | B     | B     | A     | A     | Loại    |           |           |           |           |           |
| Đỗ Thị Cẩm Tiên         | 795 | B     | B     | B     | B     | C     | B     | Loại    |           |           |           |           |           |
| Huỳnh Nguyễn Thanh Trúc | 279 | B     | B     | B     | C     |       | Cứu   | Loại    |           |           |           |           |           |
| Đặng Lâm Giang Anh      | 175 | C     | B     | C     |       |       | Cứu   | Loại    |           |           |           |           |           |
| Nguyễn Thị Thanh Thủy   | 591 | B     | C     | B     | C     | C     |       |         |           |           |           |           |           |
| Võ Thị Thuỷ Tiên        | 094 | B     | B     | B     | C     | C     |       |         |           |           |           |           |           |
| Lê Huỳnh Thảo Uyên      | 077 | C     | B     | B     | C     | C     |       |         |           |           |           |           |           |
| Lê Thị Ngọc Bích        | 576 | B     | B     | B     | C     | C     |       |         |           |           |           |           |           |
| Phạm Mỹ Duyên           | 590 | B     | B     | B     | C     |       |       |         |           |           |           |           |           |
| Bùi Hạnh Nguyên         | 089 | B     | B     | B     | C     |       |       |         |           |           |           |           |           |
| Đàng Thị Kim Lệ         | 293 | A     | C     | C     |       |       |       |         |           |           |           |           |           |
| Hoàng Thị Vân Anh       | 176 | C     | B     | C     |       |       |       |         |           |           |           |           |           |
| Lê Thị Thanh Ngân       | 287 | B     | C     | C     |       |       |       |         |           |           |           |           |           |
| Nguyễn Thị Thanh Vân    | 783 | B     | C     | C     |       |       |       |         |           |           |           |           |           |
| Lê Huỳnh Ni             | 487 | B     | C     |       |       |       |       |         |           |           |           |           |           |
| Lê Thị Yến Ngọc         | 079 | C     | C     |       |       |       |       |         |           |           |           |           |           |
| Nguyễn Thị Hồng Mỹ      | 592 | C     |       |       |       |       |       |         |           |           |           |           |           |
| Hồ Nguyễn Kiều Oanh     | 581 | C     |       |       |       |       |       |         |           |           |           |           |           |

     Thí sinh chiến thắng thử thách tiến thẳng vào Trạm A.
     Thí sinh chiến thắng thử thách chính.
     Thí sinh vào vòng thách đấu nhưng không bị loại hoặc chuyển trạm.
     Thí sinh tiến thẳng vào Trạm C vì vắng mặt.
     Thí sinh ban đầu bị loại nhưng được cứu.
     Thí sinh bị loại khỏi cuộc thi.
     Thí sinh rút khỏi cuộc thi.
     Á hậu Hoàn vũ Việt Nam 2023.
     Hoa hậu Hoàn vũ Việt Nam 2023.

## Mùa 5: Cosmo Camp (Hoa hậu Hoàn vũ Việt Nam 2025)
| Chú giải | Danh hiệu                                                      | Giải phụ |
| -------- | -------------------------------------------------------------- | --- |
| Chú giải | (Danh hiệu - Giải phụ đều được công bố trong chung kết)        | |
| Chú giải | Hoa hậu Á hậu                                                  | Người đẹp biển Người đẹp áo dài Người đẹp bản lĩnh Người đẹp ảnh Người đẹp thân thiện Người đẹp được yêu thích nhất Người đẹp tài năng Người đẹp thể thao Người Đẹp Truyền Thông Người đẹp thời Trang |
| Chú giải | Thí sinh bỏ cuộc thi trước chung kết (lý do cá nhân, sức khỏe) | |
| Chú giải | Thí sinh chiến thắng thử thách                                 | |
| Chú giải | Thí sinh được cứu trở lại cuộc thi                             | |
| Chú giải | Chiến thắng thử thách nhóm                                     | |

| Tập | Ngày phát sóng                                                                     | Tên thử thách                                                                                       | Thí sinh | Thí sinh | Thí sinh |
| --- | ---------------------------------------------------------------------------------- | --------------------------------------------------------------------------------------------------- | --- | --- | --- |
| 1 | 11/05                                                                              | Tinh tú Cosmo                                                                                       | Hồ Nguyễn Huế Anh, Ngô Thị Mỹ Hải, Nguyễn Hoàng Phương Linh, Trương Quí Minh Nhàn, Nguyễn Bùi Uyên Thảo | Hồ Nguyễn Huế Anh, Ngô Thị Mỹ Hải, Nguyễn Hoàng Phương Linh, Trương Quí Minh Nhàn, Nguyễn Bùi Uyên Thảo | Hồ Nguyễn Huế Anh, Ngô Thị Mỹ Hải, Nguyễn Hoàng Phương Linh, Trương Quí Minh Nhàn, Nguyễn Bùi Uyên Thảo |
| 1 | 11/05                                                                              | Tinh tú Cosmo                                                                                       | Top 45 | | |
| 1 | 11/05                                                                              | Tinh tú Cosmo                                                                                       | - Hồ Nguyễn Huế Anh - Mai Anh - Nguyễn Lan Anh - Nguyễn Thị Quỳnh Anh - Nguyễn Thị Trâm Anh - Lê Khánh Chi - Lê Kim Quế Đan - Nguyễn Hương Giang - Nguyễn Ngọc Hương Giang - Nguyễn Thu Hà - Phạm Phan Y Hạ - Ngô Thị Mỹ Hải - Đoàn Thị Ngọc Hân - Bùi Thị Thục Hiền - Lê Thu Hòa | - Phạm Thị Minh Huệ - Nguyễn Phạm Thiên Kim - Bùi Thị Linh - Nguyễn Hoàng Phương Linh - Nguyễn Yến Linh - Đỗ Cẩm Ly - Hoàng Kim Ngân - Huỳnh Ngọc Kim Ngân - Phạm Thị Kim Ngân - Bùi Hạnh Nguyên - Trương Quí Minh Nhàn - Phạm Thị Diễm Nhi - Nguyễn Lê Hà Phương - Trần Hoàng Anh Phương - Mlô H Senaivi | - Đào Minh Tâm - Mai Dạ Thảo - Nguyễn Bùi Uyên Thảo - Nguyễn Thị Thu Thảo - Nguyễn Thị Thu - Đinh Thị Triều Tiên - Phạm Huỳnh Thủy Tiên - Võ Trương Hà Tiên - Bùi Thị Thu Trang - Nguyễn Thị Quỳnh Trang - Trương Thị Thùy Trang - Đoàn Ngọc Trân - Nguyễn Đặng Thanh Tuyền - Nguyễn Thị Thùy Vi - Vương Tú Vy |
| 2 | 18/05                                                                              | Bí ẩn đại dương Paradise                                                                            | Team Xanh Dương | Team Xanh Dương | Team Xanh Dương |
| 3 | 26/05                                                                              | Nhập vai đấu trí - Trận đấu điểm đầu tiên                                                           | Team Tím | Team Tím | Team Tím |
| 4 | 01/06                                                                              | Sàn diễn ánh trăng - Catwalk trên mặt nước                                                          | Team Đỏ | Team Đỏ | Team Đỏ |
| 5 | 08/06                                                                              | Đối ẩm nhật thực - Trận đấu cuối cùng                                                               | Team Xanh Lá Chiến thắng chung cuộc Cosmo Camp: Nguyễn Hoàng Phương Linh | Team Xanh Lá Chiến thắng chung cuộc Cosmo Camp: Nguyễn Hoàng Phương Linh | Team Xanh Lá Chiến thắng chung cuộc Cosmo Camp: Nguyễn Hoàng Phương Linh |
| Ngày phát sóng | Ngày phát sóng                                                                     | Ngày phát sóng                                                                                      | Bán kết | Bán kết | Bán kết |
| 17/06 |                                                                                    | | Bán kết | Bán kết | Bán kết |
| Ngày phát sóng | Ngày phát sóng                                                                     | Ngày phát sóng                                                                                      | Chung kết | Chung kết | Chung kết |
| 21/06 |                                                                                    | | | | |
| Top 20 | Top 10                                                                             | Top 5                                                                                               | | | |
| - Nguyễn Lan Anh - Bùi Thị Linh - Huỳnh Ngọc Kim Ngân - Phạm Thị Diễm Nhi - Đào Minh Tâm - Mai Dạ Thảo - Nguyễn Bùi Uyên Thảo - Đinh Thị Triều Tiên - Nguyễn Thị Quỳnh Trang - Nguyễn Đặng Thanh Tuyền | - Hồ Nguyễn Huế Anh - Mai Anh - Ngô Thị Mỹ Hải - Lê Thu Hòa - Phạm Huỳnh Thủy Tiên | - Nguyễn Hoàng Phương Linh - Đỗ Cẩm Ly - Hoàng Kim Ngân - Trương Quí Minh Nhàn - Nguyễn Thị Thùy Vi | | | |

### Bảng điểm
| SBD | Họ và tên thí sinh       | Tập 2 | Tập 3 | Tập 4 | Tập 5 | Chung kết | Chung kết | Chung kết | Chung kết | Chung kết |
| --- | ------------------------ | ----- | ----- | ----- | ----- | --------- | --------- | --------- | --------- | --------- |
| 383 | Nguyễn Hoàng Phương Linh | 70    | 275,3 | 465   | 539   | Top 20    | Top 10    | Top 5     | Top 2     | Hoa hậu   |
| 376 | Đỗ Cẩm Ly                | 70    | 318,6 | 441   | 480   | Top 20    | Top 10    | Top 5     | Top 2     | Á hậu     |
| 183 | Hoàng Kim Ngân           | 90    | 189,4 | 272   | 259   | Top 20    | Top 10    | Top 5     | Loại      |           |
| 299 | Trương Quí Minh Nhàn     | 100   | 184,7 | 634   | 723   | Top 20    | Top 10    | Top 5     | Loại      |           |
| 378 | Nguyễn Thị Thùy Vi       | 100   | 0     | 200   | 415   | Top 20    | Top 10    | Top 5     | Loại      |           |
| 283 | Hồ Nguyễn Huế Anh        | 75    | 180,7 | 643   | 747   | Top 20    | Top 10    | Loại      |           |           |
| 393 | Mai Anh                  | 90    | 174,4 | 286   | 442,4 | Top 20    | Top 10    | Loại      |           |           |
| 279 | Ngô Thị Mỹ Hải           | 90    | 213   | 289   | 276   | Top 20    | Top 10    | Loại      |           |           |
| 291 | Lê Thu Hòa               | 140   | 201,8 | 308   | 372,2 | Top 20    | Top 10    | Loại      |           |           |
| 478 | Phạm Huỳnh Thủy Tiên     | 65    | 126,8 | 231   | 392,9 | Top 20    | Top 10    | Loại      |           |           |
| 385 | Nguyễn Lan Anh           | 140   | 238,5 | 348   | 539   | Top 20    | Loại      |           |           |           |
| 489 | Bùi Thị Linh             | 70    | 118   | 0     | 145   | Top 20    | Loại      |           |           |           |
| 392 | Huỳnh Ngọc Kim Ngân      | 70    | 321   | 432   | 548,8 | Top 20    | Loại      |           |           |           |
| 175 | Phạm Thị Diễm Nhi        | 90    | 212,4 | 336   | 425   | Top 20    | Loại      |           |           |           |
| 097 | Đào Minh Tâm             | 75    | 147,5 | 279   | 346   | Top 20    | Loại      |           |           |           |
| 381 | Mai Dạ Thảo              | 70    | 118   | 258   | 325   | Top 20    | Loại      |           |           |           |
| 280 | Nguyễn Bùi Uyên Thảo     | 65    | 165,7 | 268   | 426,2 | Top 20    | Loại      |           |           |           |
| 391 | Đinh Thị Triều Tiên      | 90    | 210,8 | 321   | 473,9 | Top 20    | Loại      |           |           |           |
| 092 | Nguyễn Thị Quỳnh Trang   | 90    | 204,4 | 0     | 55    | Top 20    | Loại      |           |           |           |
| 482 | Nguyễn Đặng Thanh Tuyền  | 90    | 216,6 | 0     | 110   | Top 20    | Loại      |           |           |           |
| 294 | Nguyễn Thị Quỳnh Anh     | 100   | 183   | 288   | 394,2 | Loại      |           |           |           |           |
| 100 | Nguyễn Thị Trâm Anh      | 100   | 0     | 132   | 143,8 | Loại      |           |           |           |           |
| 290 | Lê Khánh Chi             | 90    | 174,4 | 260   | 247   | Loại      |           |           |           |           |
| 195 | Lê Kim Quế Đan           | 100   | 187,3 | 639   | 613   | Loại      |           |           |           |           |
| 091 | Nguyễn Hương Giang       | 0     | 95    | 186   | 193   | Loại      |           |           |           |           |
| 377 | Nguyễn Ngọc Hương Giang  | 100   | 145   | 265   | 408,5 | Loại      |           |           |           |           |
| 275 | Nguyễn Thu Hà            | 75    | 186   | 359   | 433   | Loại      |           |           |           |           |
| 477 | Phạm Phan Y Hạ           | 65    | 156,8 | 231   | 392,9 | Loại      |           |           |           |           |
| 387 | Đoàn Thị Ngọc Hân        | 65    | 170,3 | 273   | 430,7 | Loại      |           |           |           |           |
| 488 | Bùi Thị Thục Hiền        | 100   | 0     | 142   | 222,8 | Loại      |           |           |           |           |
| 486 | Phạm Thị Minh Huệ        | 75    | 162,5 | 293   | 332   | Loại      |           |           |           |           |
| 284 | Nguyễn Phạm Thiên Kim    | 90    | 204,6 | 289   | 276   | Loại      |           |           |           |           |
| 187 | Nguyễn Yến Linh          | 70    | 118   | 225   | 314   | Loại      |           |           |           |           |
| 379 | Phạm Thị Kim Ngân        | 75    | 185,8 | 369   | 428   | Loại      |           |           |           |           |
| 476 | Bùi Hạnh Nguyên          | 100   | 175   | 352   | 411   | Loại      |           |           |           |           |
| 278 | Nguyễn Lê Hà Phương      | 70    | 118   | 209   | 221   | Loại      |           |           |           |           |
| 088 | Trần Hoàng Anh Phương    | 65    | 163,4 | 292   | 381   | Loại      |           |           |           |           |
| 176 | Mlô H Senaivi            | 70    | 151   | 282   | 321   | Loại      |           |           |           |           |
| 375 | Nguyễn Thị Thu           | 75    | 162,5 | 293   | 360   | Loại      |           |           |           |           |
| 298 | Võ Trương Hà Tiên        | 100   | 177,2 | 360   | 444   | Loại      |           |           |           |           |
| 096 | Bùi Thị Thu Trang        | 70    | 160   | 280   | 432   | Loại      |           |           |           |           |
| 398 | Đoàn Ngọc Trân           | 0     | 114,7 | 230   | 357   | Loại      |           |           |           |           |
| 094 | Vương Tú Vy              | 75    | 182,8 | 295   | 445,5 | Loại      |           |           |           |           |
| 395 | Nguyễn Thị Thu Thảo      | 65    | 127   | 256   | 255,4 | Bỏ cuộc   |           |           |           |           |
| 483 | Trương Thị Thùy Trang    | 65    | 161,4 | 284   | 345,6 | Bỏ cuộc   |           |           |           |           |

     Thí sinh chiến thắng thử thách nhóm.
     Thí sinh vào vòng nguyệt thực và giành chiến thắng.
     Thí sinh vào vòng nguyệt thực và mất toàn bộ số điểm.
     Thí sinh bị loại.
     Thí sinh ban đầu bị loại nhưng được cứu.
     Thí sinh rút khỏi cuộc thi.
     Á hậu Hoàn vũ Việt Nam 2023.
     Hoa hậu Hoàn vũ Việt Nam 2023.